# Lycée Léonard de Vinci de Levallois-Perret
Pour l’article homonyme, voir Lycée Léonard-de-Vinci.
 (mai 2025).
Motif : Notoriété à démontrer
- Archive Wikiwix
- Bing
- Cairn
- DuckDuckGo
- E. Universalis
- Gallica
- Google
- G. Books
- G. News
- G. Scholar
- Persée
- Qwant
- (zh) Baidu
- (ru) Yandex
- (wd) trouver des œuvres sur Wikidata

| 1. | Préciser le motif de la pose du bandeau. | Précisez le motif de la pose du bandeau en utilisant la syntaxe suivante : {{admissibilité à vérifier\|date=juillet 2025\|motif=remplacez ce texte par le motif}}                                               |
| 2. | Informer les utilisateurs concernés.     | Pensez à avertir le créateur de l'article, par exemple, en insérant le code ci-dessous sur sa page de discussion : {{subst:avertissement admissibilité à vérifier\|Lycée Léonard de Vinci de Levallois-Perret}} |

Le lycée polyvalent Léonard de Vinci est un établissement français d'enseignement secondaire et supérieur public, situé à Levallois-Perret dans les Hauts-de-Seine.

## Histoire

### 1945-1970: Prémices avant l'établissement d'un lycée
À la fin de la seconde guerre mondiale, la Société Nationale de Construction Aéronautique du Centre ouvre un centre d’apprentissage en 1945 à Levallois-Perret dans le cadre du programme de reconstruction de la France.  
Situé au 161 de la rue Anatole France (Levallois-Perret) dans une partie des bâtiments des Ateliers Aéronautiques de Colombes, il a pour but initial de former rapidement une main d’œuvre qualifiée aux usines avoisinentes.  
En 1960, le centre d'apprentissage est rattaché à l’Éducation Nationale et devient un Collège d’Enseignement Technique (CET). 

### 1970-1993: Création du lycée
Dans les années 1970, le CET cohabite au 147 rue Anatole France avec un lycée technique. De même, une cité scolaire commence à voir le jour aux abords du CET. Pendant ces années, le CET diversifie ses formations avec l'ouverture d’une section génie mécanique et une section de microtechniques.  
En 1976, le C.E.T. devient un Lycée d’Enseignement Professionnel (LEP) et incorpore de nouvelles sections tertiaires. 
Le 11 décembre 1989, le conseil municipal vote la création et le fonctionnement d’un lycée polyvalent combinant filières générales, filières techniques et filières professionnelles. 
En 1990, le LEP et le lycée technique fusionnent pour former les fondations de ce nouveau lycée polyvalent.  
Le 29 avril 1991, la construction d'un nouveau bâtiment de 25 000 mètres carrés pour abriter le nouveau lycée démarre. Celle-ci est dirigée par les architectes frères André et Christian Roth. Ces derniers, habitués aux bâtiments d'enseignements, imaginent un lycée avec une architecture moderne en forme de "L",. Le nouveau lycée portant le nom du polymathe Léonard de Vinci, la décoration, imaginée et dessinée par l'artiste Marc Buffard, est portée sur l’essentiel des œuvres de l’illustre savant de la Renaissance. 
Le 22 novembre 1993, le lycée polyvalent ouvre ses portes sous la direction de madame Boilly. Le lycée est alors doté alors de 50 salles de classe, d’un amphithéâtre de 250 places, d’ateliers pour les filières techniques et d'équipements sportifs divers avec un gymnase et un plateau d’athlétisme. 

### 1993-Aujourd'hui: Extension des labélisations et ouverture de nouvelles fillières
En 2010, le lycée reçoit la labélisation des métiers de la micro-technologie, de l’optique et des services aux entreprises.
En 2015, il ouvre un BTS NRC en partenariat avec EDF et d'une unité de formations pour apprentis.
En avril 2016, le campus a été le théâtre d'un incendie criminel qui a détruit la devanture du hall de l'école,,,. Les dommages ont été estimés à 150 000 €,,. Un étudiant a été reconnu coupable d’avoir provoqué l’émeute qui a conduit à l’incendie criminel,. Les dégâts ont rapidement été réparés par la suite.

## Taux de réussite au baccalauréat
En 2025, selon le Figaro étudiant, les taux d'admission au baccalauréat étaient les suivants: 
| Baccalauréat voie générale | 96% |
| Baccalauréat voie STMG     | 88% |
| Baccalauréat voie STI2D    | 88% |

## Alumni
Depuis 2021, le lycée Léonard de Vinci comporte une association d'anciens élèves.